# Clasificarea locomotivelor

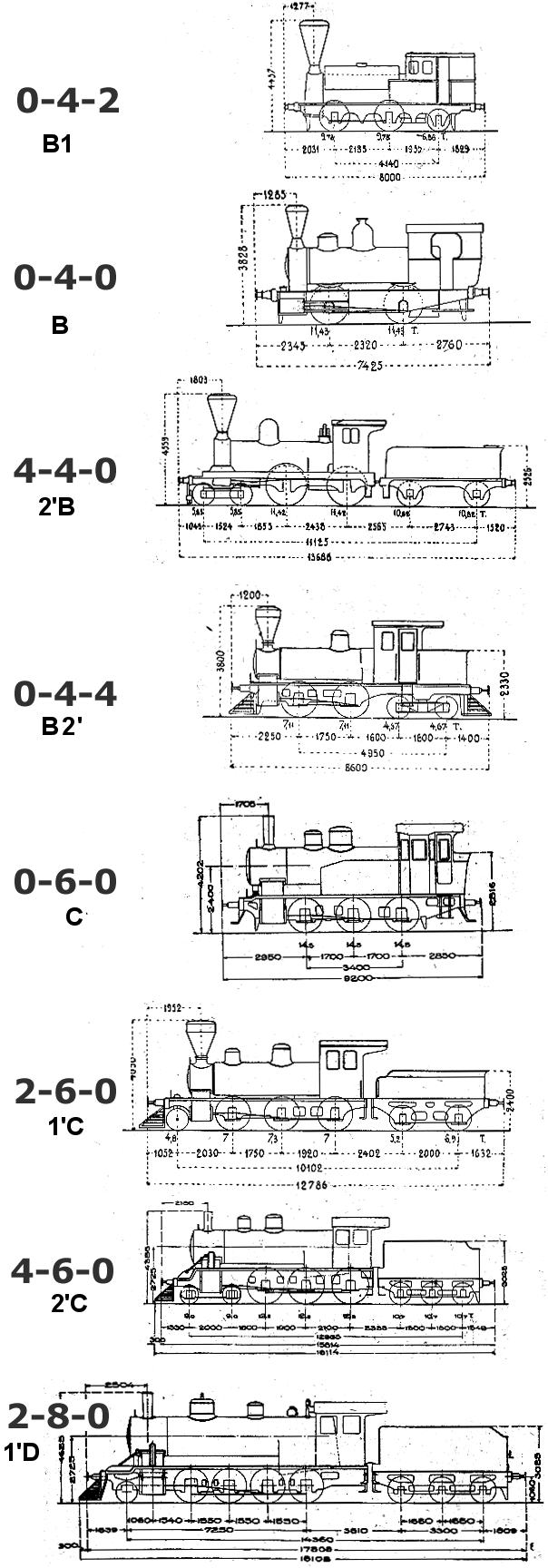
Tipuri de locomotive după aranjamentul roților

Clasificarea locomotivelor se poate face fie după aranjamentul roților, fie după plasamentul cabinei. 
După aranjamentul roților, există următoarele tipuri de clasificări:
- Notația Whyte
- clasificarea UIC
- clasificarea elvețiană
- clasificarea AAR

## După aranjamentul roților

### Notația Whyte
Notația Whyte este folosită exclusiv pentru locomotivele cu abur în majoritatea țărilor de limbă engleză și țările Commonwealth-ului. Acest sistem codifică aranjamentul roților folosind cifre astfel: #roți de direcție - #roți de tracțiune- #roți de susținere. Exemplu: 2-4-2 semnifică o pereche de roți în față care sunt montate pe un ax (osie), 2 osii motoare (4 roți) și în spate o osie ce susține cabina mecanicului și/sau o parte din cazan.
Căile Ferate Române au utilizat o codificare asemănătoare cu notația Whyte, cu deosebirea că, în locul numărului de roți, se folosea numărul de osii. Astfel, locomotiva încadrată ca 2-4-2 după notația Whyte era încadrată ca 1-2-1 după notația C.F.R., deci introdusă în seria 121.000, cele trei cifre (în unele cazuri patru) din dreapta punctului reprezentând numărul de ordine al locomotivei în cadrul seriei.

### Clasificarea UIC
Clasificarea UIC (Uniunea Internatională a Căilor Ferate). se folosește pe continentul european cu excepția Marii Britanii. Notația este asemănătoare doar că se referă la numărul de osii, iar osiile de tracțiune sunt notate cu majuscule(A=1, B=2 etc.) Exemplu: 2-4-2 în notatia Whyte este echivalent cu 1-B-1 în notația UIC.
Astfel, aranjamentele foarte diferite ale axelor sau osiilor montate pe locomotive și vagoane pot fi afișate într-o formă scurtă, alfanumerică 

### Clasificarea elvețiană
Spre deosebire de notația Whyte și sistemul AAR , ambele din care sunt folosite pentru a clasifica aranjamentele de roți , precum și clasificarea UIC a aranjamentelor de osii locomotivei , sistemul elvețian, în ambele sale forme originale și actualizate, ia în considerare o serie de alte variabile, inclusiv pista gabaritul , tipul de putere și viteza maximă. Sistemul elvețian este, de asemenea, mai puțin precizat decât celelalte sisteme în modul în care se ocupă de axe, deoarece se referă doar la numere, mai degrabă decât la aranjamente, la osii motoare și la osii în ansamblu. Sistemul elvețian este, prin urmare, mai mult o metodă de clasificare a tipurilor și seriilor de locomotive și de tip feroviar decât o metodă de clasificare a aranjamentelor pe roți sau osii.

### Clasificarea AAR
Aranjament roată AAR sistem este o metodă de clasificare a locomotivelor (sau unități) aranjamente roți , care a fost dezvoltat de către Asociația Căilor Ferate Americane . Este în esență o simplificare a clasificării UIC europene și este utilizat pe scară largă în America de Nord pentru a descrie locomotive diesel și electrice . Nu este folosit pentru locomotivele cu aburi care folosesc notația Whyte .
Sistemul AAR numără axele în locul roților. Scrisorile se referă la axele motoare și numerele la osii neautorizate. "A" se referă la o axă acționată electric, "B" la două axe motoare în serie, "C" la trei axe acționate într-un rând și "D" la patru axe acționate la rând. "1" se referă la o axă liberă și la "2" la două axe de la un rând. O linie ("-") separă camioanele sau ansamblurile roților. Un semn plus ("+") se referă la articulare.

## Comparație între Tipuri de locomotive
| VDEV/VMEV/UIC  | Notația Whyte | Nume American                                 | Schema          | Locomotive CFR |
| -------------- | ------------- | --------------------------------------------- | --------------- | -------------- |
| A1             | 0-2-2         | -                                             | Oo              |                |
| 1A             | 2-2-0         | Planet                                        | oO              |                |
| 1A1            | 2-2-2         | Patentee                                      | oOo             |                |
| 2’A            | 4-2-0         | Jervis, Crampton, Norris                      | ooO             |                |
| 3A             | 6-2-0         | Crampton                                      | oooO            |                |
| B              | 0-4-0         | Four-Wheel-Switcher                           | OO              |                |
| B 1            | 0-4-2         | -                                             | OOo             |                |
| B 2            | 0-4-4         | -                                             | OOoo            |                |
| 1’B            | 2-4-0         | Hanscom                                       | oOO             | 43 Calugareni  |
| 1’B1’          | 2-4-2         | Columbia                                      | oOOo            |                |
| 2’B            | 4-4-0         | American, Eight-Wheeler                       | ooOO            |                |
| 2’B1’          | 4-4-2         | Atlantic                                      | ooOOo           |                |
| 2’B2’          | 4-4-4         | Jubilee                                       | ooOOoo          |                |
| C              | 0-6-0         | Six-Wheel-Switcher, Sixcoupler                | OOO             |                |
| C 1            | 0-6-2         | -                                             | OOOo            |                |
| 1’C            | 2-6-0         | Mogul                                         | oOOO            |                |
| 2’C            | 4-6-0         | Ten-Wheeler                                   | ooOOO           | Seria 230.000  |
| 1’C1’          | 2-6-2         | Prairie                                       | oOOOo           |                |
| 2’C1’          | 4-6-2         | Pacific                                       | ooOOOo          |                |
| 1’C2’          | 2-6-4         | Adriatic                                      | oOOOoo          |                |
| 2’C2’          | 4-6-4         | Hudson, Baltic                                | ooOOOoo         |                |
| D              | 0-8-0         | Eight-Wheel-Switcher                          | OOOO            |                |
| 1’D            | 2-8-0         | Consolidation                                 | oOOOO           |                |
| 1’D1’          | 2-8-2         | Mikado, Mac Arthur                            | oOOOOo          |                |
| 1’D2’          | 2-8-4         | Berkshire                                     | oOOOOoo         |                |
| 2’D            | 4-8-0         | Twelve-Wheeler, Mastodon                      | ooOOOO          |                |
| 2’D1’          | 4-8-2         | Mountain, Mohawk (NYC)                        | ooOOOOo         |                |
| 2’D2’          | 4-8-4         | Northern, Niagara (NYC), Wyoming              | ooOOOOoo        |                |
| E              | 0-10-0        | Ten-Wheel Switcher                            | OOOOO           |                |
| E1’            | 0-10-2        | Union                                         | OOOOOo          |                |
| 1’E            | 2-10-0        | Decapod                                       | oOOOOO          |                |
| 2’E            | 4-10-0        | Mastodon                                      | ooOOOOO         |                |
| 1’E1’          | 2-10-2        | Santa Fe                                      | oOOOOOo         |                |
| 1’E2’          | 2-10-4        | Texas                                         | oOOOOOoo        |                |
| 2’E1’          | 4-10-2        | Texas, Southern Pacific, Overland             | ooOOOOOo        |                |
| 1’F            | 2-12-0        | Centipede                                     | oOOOOOO         |                |
| 1’F1’          | 2-12-2        | Javanic                                       | oOOOOOOo        |                |
| 2’F1’          | 4-12-2        | Union Pacific                                 | ooOOOOOOo       |                |
| C’C            | 0-6-6-0       | Erie (Gelenk-Lok)                             | OOO OOO         |                |
| (1’C)C         | 2-6-6-0       | namenlos (Gelenk-Lok)                         | oOOO OOO        |                |
| (1’C)C1’       | 2-6-6-2       | Gelenk Mogul (SP), Prairie Articulated (ATSF) | oOOO OOOo       |                |
| (1’C)C2’       | 2-6-6-4       | namenlos (Gelenk-Lok)                         | oOOO OOOoo      |                |
| (2’C)C2’       | 4-6-6-4       | Challenger (Gelenk-Lok)                       | ooOOO OOOoo     |                |
| (1’C)C3’       | 2-6-6-6       | Allegheny (Gelenk-Lok)                        | oOOO OOOooo     |                |
| D’D            | 0-8-8-0       | namenlos (Gelenk-Lok)                         | OOOO OOOO       |                |
| (1’D)D1’       | 2-8-8-2       | Chesapeake (Gelenk-Lok)                       | oOOOO OOOOo     |                |
| (1’D)D2’       | 2-8-8-4       | Yellowstone (Gelenk-Lok)                      | oOOOO OOOOoo    |                |
| (2’D)D2’       | 4-8-8-4       | Big Boy (Gelenk-Lok)                          | ooOOOO OOOOoo   |                |
| (1’E)E1’       | 2-10-10-2     | Virginian (Gelenk-Lok)                        | oOOOOO OOOOOo   |                |
| (2’C1’)(1’C2’) | 4-6-2 + 2-6-4 | Double Pacific (Garratt-Lok)                  | ooOOOo oOOOoo   |                |
| (2’D1’)(1’D2’) | 4-8-2 + 2-8-4 | Double Mountain (Garratt-Lok)                 | ooOOOOo oOOOOoo |                |